# Épirogenèse

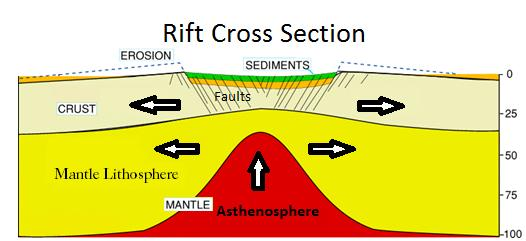
Un bassin sédimentaire peut s'esquisser par une phase de « rifting », puis par une épirogenèse négative (l'aire subsidente débordant les fossés d'effondrement périphériques pour engendrer une vaste cuvette sédimentaire) et éventuellement une épirogenèse positive (soulèvement différentiel des bordures de la cuvette), entraînant son émersion.

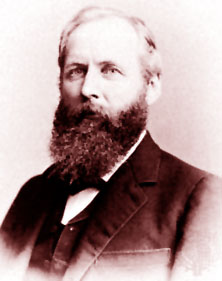
Grove Karl Gilbert, l'inventeur du terme.

On appelle épirogenèse (épirogénèse ou épeirogenèse) un processus qui fait monter ou descendre lentement des domaines continentaux. En général, les mouvements épirogéniques se traduisent, dans les régions côtières, par des transgressions de la mer lorsque le domaine continental s'enfonce, et par des régressions de la mer lorsqu'il se soulève. Un exemple de processus épirogénique est fourni par le soulèvement post-glaciaire (soulèvement scandinave) de la Scandinavie, de la Finlande, du Canada et du Nord des États-Unis. On associe à l'épirogenèse une partie des séismes qui se produisent à l'intérieur des plaques tectoniques et dont la magnitude reste en général faible à modérée. 
Les vastes ensembles morpholithologiques ou morphostructuraux, conditionnés par la lithologie et les facteurs endogènes, sont l'expression directe de la tectonique (épirogenèse, orogenèse, volcanisme et séismes). Altérés par des facteurs exogènes (météorisation, érosion), ces grands ensembles deviennent des modelés géomorphologiques. Les géomorphologues parlent alors d'ensembles ou de systèmes géodynamiques, morphodynamiques, voire morphoclimatiques quand le climat est un facteur essentiel relativement à l'eustatisme,.

## Caractéristiques
Le terme technique épeirogenèse fut forgé en 1886 par le géologue américain Grove Karl Gilbert (1843–1918) sur les mots grecs epeiros (terre émergée, ou continent) et genesis (naissance). Dans l'esprit de Gilbert, il s'opposait à orogenèse, processus qui traduit des mouvements de la croûte terrestre de forte puissance et globalement surrectifs (évolution des grandes chaînes plissées), et qui donne lieu à des séismes bien plus fréquents et souvent très violents. L'épirogenèse est génératrice de gauchissements peu accentués affectant une vaste portion de territoire : mouvements verticaux des continents positifs de faible élévation (soulèvement ou épirogénèse positive) ou mouvements verticaux des continents négatifs (affaissement ou épirogénèse négative, lié au phénomène de subsidence). Ainsi, un rebond post-glaciaire correspond à mouvement épirogénique lent et positif d'origine isostatique. Un sous-placage (en), en réchauffant la lithosphère, est à l'origine d'un mouvement épirogénique lent et positif d'origine thermique.
L'épirogenèse est un processus distinct de l'eustatisme. Les processus eustatiques se caractérisent aussi par des transgressions ou des régressions de la mer, mais ces variations de niveau sont attribuées à des variations du volume des eaux des mers et des océans, et non pas à de lents ajustements de matière dans la croûte.